# Dosarele OZN: Povestea din interior a unor observații reale
The UFO Files: The Inside Story of Real-Life Sightings (din engleză cu sensul Dosarele OZN: Povestea din interior a unor observații reale), publicată de Arhivele Naționale britanice în 2009, prezintă o istorie oficială a incidentelor OZN din Marea Britanie. 
Autorul, David Clarke, este un lector senior în jurnalism la Universitatea din Sheffield Hallam.
Cartea face parte dintr-un program internațional de desecretizare a documentelor privind OZN-urile. Clarke a lucrat la Arhivele Naționale în calitate de consultant pe această temă din 2008.